# Mains Castle

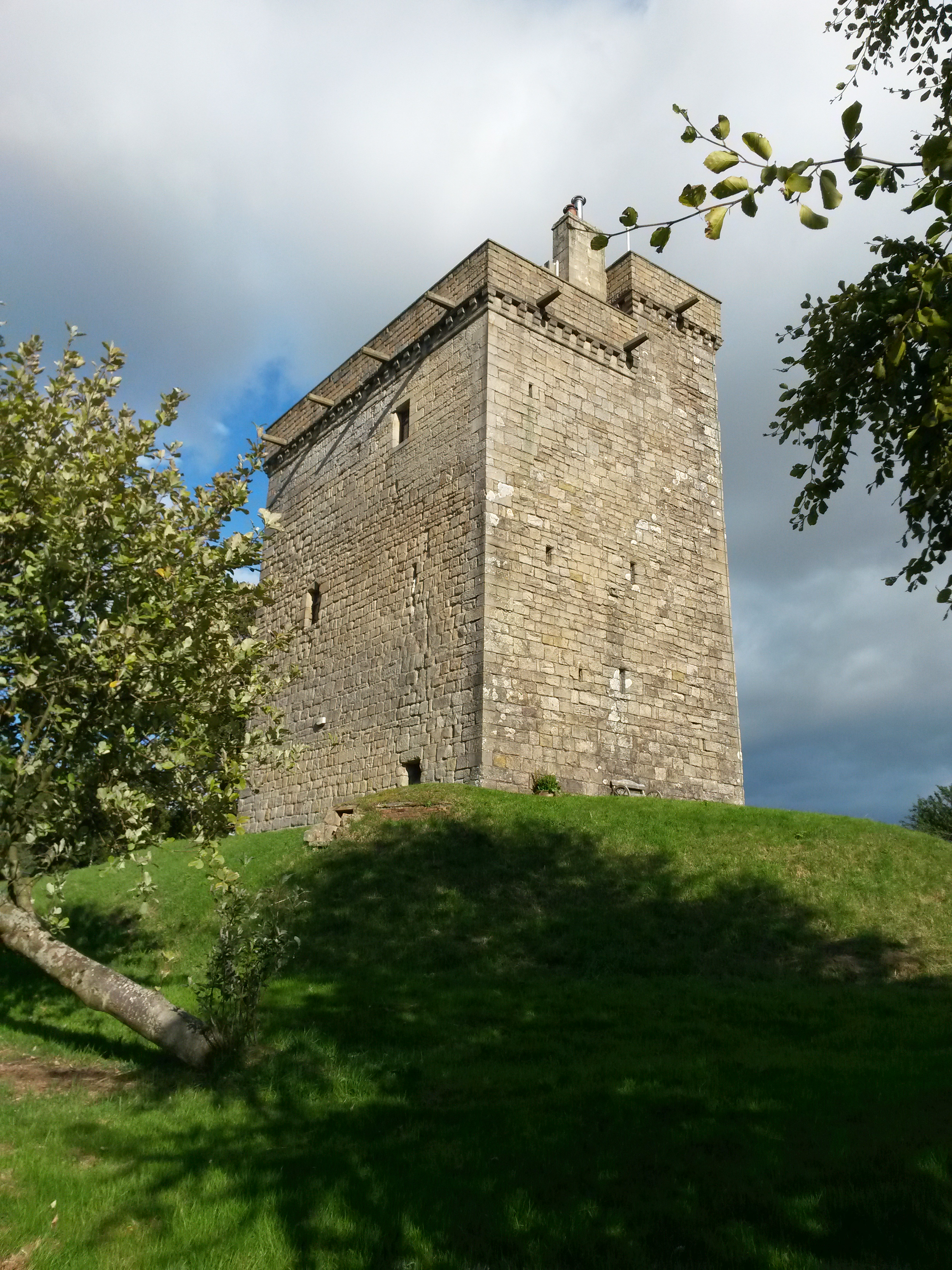
Mains Castle

Mains Castle ist ein vierstöckiges Tower House am Nordrand der schottischen Stadt East Kilbride in der Council Area South Lanarkshire. 1963 wurde das Bauwerk in die schottischen Denkmallisten in der höchsten Denkmalkategorie A aufgenommen.

## Geschichte
Im Mittelalter fielen die Ländereien der normannischen Familie de Valonis zu. Durch Heirat gelangten sie im 13. Jahrhundert in den Besitz der Comyns, die dort einen Stammsitz unterhielten. Nachdem Roberth the Bruce Red Comyn ermordet hatte, verleibte er sich die Ländereien ein. Nach der Heirat mit Marjorie Bruce fielen sie als Mitgift Walter Stewart zu. Ihr Sohn, Robert II., schenkte die Ländereien John Lindsay für dessen Verdienste. Der Clan Lindsay verlegte in der Folgezeit seinen Stammsitz auf das dortige Kilbride Castle.
Im Laufe des 15. Jahrhunderts ließ der Clan Lindsay Mains Castle errichten. Einer lokalen Überlieferung folgend, verbrachte die schottische Königin Maria Stuart auf ihrem Weg zur Schlacht von Langside mehrere Nächte in dem Wehrturm. Bis 1619 verblieb Mains Castle in Familienbesitz als Alexander Lindsay das Anwesen an die Stuarts of Castlemilk veräußerte. Zur Verwendung an ihrem Herrenhaus Torrance House ließen die Stuarts das Dach 1723 abdecken. Zwanzig Jahre später wurde auch eine königliche Wappenplatte von der Zugbrücke entfernt und nach Torrance House verbracht.
Nachdem sich der Zustand des ungenutzten Tower House’ im Laufe der Zeit verschlechtert hatte, wurde es in den 1880er Jahren umfassend restauriert. Während eines Sturms stürzte das Dach ein, woraufhin Mains Castle wieder sukzessive in einen ruinösen Zustand verfiel. Eine Privatperson erwarb das Anwesen 1976 und setzte Mains Castle in Stand, um es seitdem als Wohngebäude zu nutzen. Die Arbeiten wurden mit zwei Saltire Awards für das beste Restaurationsprojekt und für die hervorragende Rekonstruktion ausgezeichnet. In den 1990er Jahren wurden die umgebenden Ländereien zum James Hamilton Heritage Park entwickelt. Im Zuge dieser Arbeiten wurde auch ein südlich von Mains Castle gelegener See, der infolge landwirtschaftlicher Bewirtung trocken gefallen war, wieder etabliert.